# Antonio Gambello
Antonio Gambello (... – 1481) è stato un architetto italiano.
Fu architetto della chiesa di San Zaccaria dal 1444 al 1465; nel 1460 gli venne affidata la costruzione del portale esterno dell'Arsenale.
Dal 1473 al 1474 fu attivo nella chiesa di Santa Chiara a Murano.
Tra il 1471 e il  1477 fu l'architetto della fortezza dell'isola di Bourtzi , costruita in difesa della città di Nauplia, nel Peloponneso.